# Herlev Rebels 2022
Questa voce raccoglie le informazioni riguardanti gli Herlev Rebels nelle competizioni ufficiali della stagione 2022.

## 1. division 2022

### Stagione regolare
| Viby J 23 aprile 2022, ore 14:00 1ª giornata | Aarhus Tigers | 84 – 42 referto | Herlev Rebels | Bøgeskov Idrætsanlæg |

| Herlev 7 maggio 2022, ore 14:00 3ª giornata | Herlev Rebels | 44 – 0 referto | Holstebro Dragons | Kildegårdsskolen |

| Helsingør 29 maggio 2022, ore 14:00 6ª giornata | Kronborg Knights | 14 – 48 referto | Herlev Rebels | Knights Field |

| Herlev 4 giugno 2022, ore 14:00 7ª giornata | Herlev Rebels | 26 – 35 referto | Frederikssund Oaks | Kildegårdsskolen |

| Odense 11 giugno 2022, ore 14:00 8ª giornata | Odense Badgers /Svendborg Admirals | 13 – 32 referto | Herlev Rebels | Bolbroparken |

| Copenaghen 21 agosto 2022, ore 14:00 11ª giornata | Ørestaden Spartans | 13 – 36 referto | Herlev Rebels | Boldfælleden |

| Herlev 4 settembre 2022, ore 16:00 13ª giornata | Herlev Rebels | 28 – 26 referto | Amager Demons | Kildegårdsskolen |

### Playoff
| Frederikssund 11 settembre 2022, ore 14:00 Semifinale | Frederikssund Oaks | 20 – 22 referto | Herlev Rebels | Frederikssund Idrætsby |

| Viby J 25 settembre 2022, ore 14:00 1. divisions Bowl | Aarhus Tigers | 50 – 21 referto | Herlev Rebels | Bøgeskov Idrætsanlæg |

## Statistiche di squadra
| Competizione      | %Vittorie | In casa | In casa | In casa | In casa | In casa | In casa | In trasferta | In trasferta | In trasferta | In trasferta | In trasferta | In trasferta | Totale | Totale | Totale | Totale | Totale | Totale |
| Competizione      | %Vittorie | G       | V       | N       | P       | Pf      | Ps      | G            | V            | N            | P            | Pf           | Ps           | G      | V      | N      | P      | Pf     | Ps     |
| ----------------- | --------- | ------- | ------- | ------- | ------- | ------- | ------- | ------------ | ------------ | ------------ | ------------ | ------------ | ------------ | ------ | ------ | ------ | ------ | ------ | ------ |
| Stagione regolare | .714      | 3       | 2       | 0       | 1       | 98      | 61      | 4            | 3            | 0            | 1            | 158          | 124          | 7      | 5      | 0      | 2      | 256    | 185    |
| Playoff           | .500      | 0       | 0       | 0       | 0       | 0       | 0       | 2            | 1            | 0            | 1            | 43           | 70           | 2      | 1      | 0      | 1      | 43     | 70     |
| Totale            | .667      | 3       | 2       | 0       | 1       | 98      | 61      | 6            | 4            | 0            | 2            | 201          | 194          | 9      | 6      | 0      | 3      | 299    | 255    |